# Guerrero (Bundesstaat)
Guerrero [geˈreɾo], offiziell Freier und Souveräner Staat Guerrero (spanisch Estado Libre y Soberano de Guerrero), ist ein Bundesstaat Mexikos, südlich der Hauptstadt an der Pazifikküste gelegen. Er grenzt im Nordwesten an Michoacán, im Norden an Morelos und Puebla sowie an den Bundesstaat México. Im Osten grenzt er an Oaxaca. Er hat eine Fläche von 64.281 km² mit etwa 3,5 Mio. Einwohnern.

## Bevölkerungsentwicklung

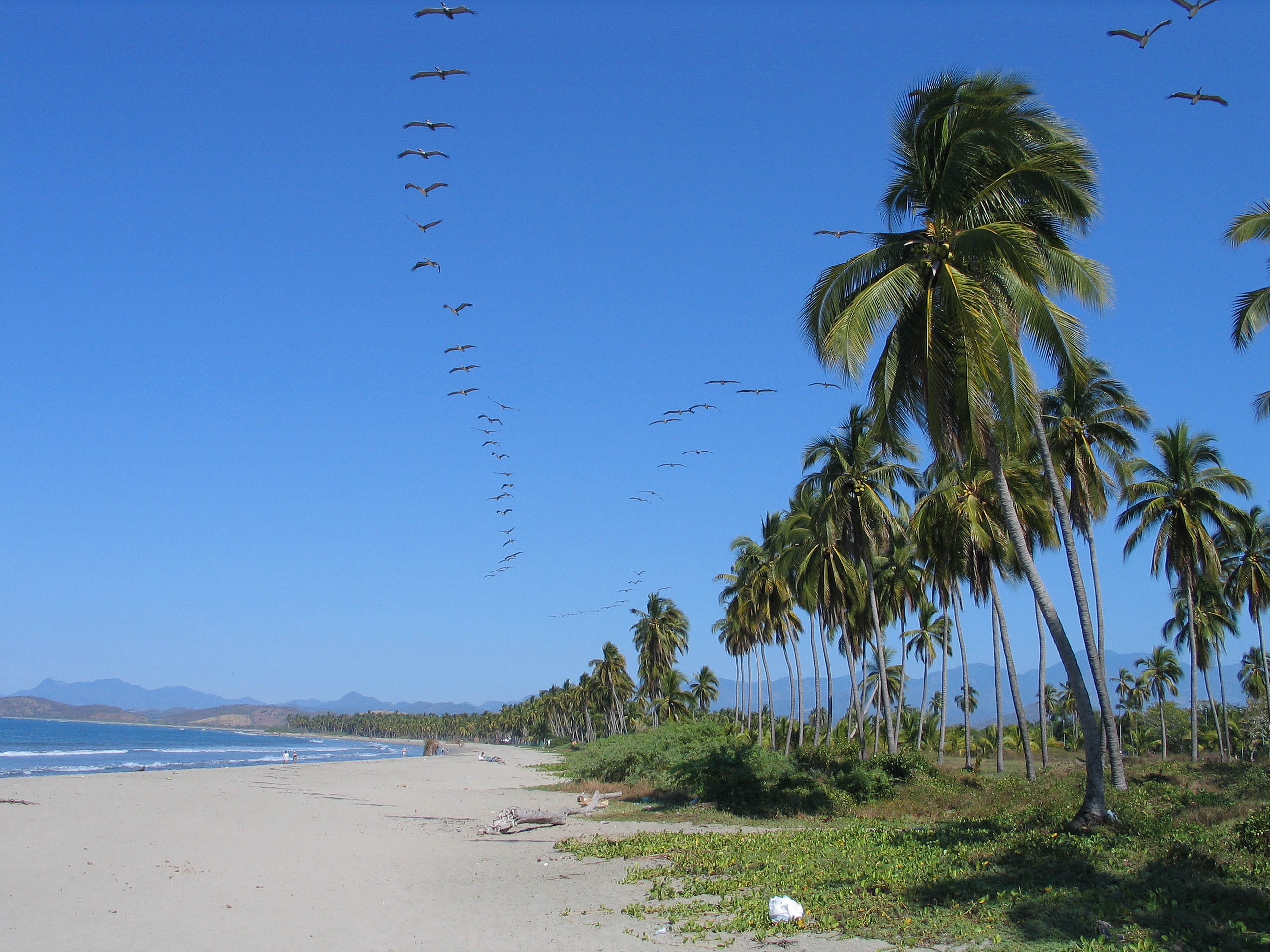
Strand in Ixtapa im Bundesstaat Guerrero

| Jahr | Einwohnerzahl |
| ---- | ------------- |
| 1950 | 919.386       |
| 1960 | 1.186.716     |
| 1970 | 1.597.360     |
| 1980 | 2.109.513     |
| 1990 | 2.620.637     |
| 1995 | 2.916.567     |
| 2000 | 3.079.649     |
| 2005 | 3.115.202     |
| 2010 | 3.388.768     |
| 2015 | 3.533.251     |

## Geschichte
Das Gebiet war in der spanischen Kolononialzeit Teil des Vizekönigreichs Neuspanien. Der Bundesstaat ist nach Vicente Guerrero benannt, einem Helden des Unabhängigkeitskrieges. Er wurde am 27. Oktober 1849 aus den Küstengebieten der Staaten Mexiko und Puebla gebildet, die nach dem Mexikanischen Unabhängigkeitskrieg 1824 entstanden waren. Hauptstadt war zunächst Tixtla, dann (ab 1871) Chilpancingo.
Im Oktober 2023 wurde Guerrero von Hurrikan Otis schwer getroffen. Ende September 2024 fiel der Landfall des Hurrikans John auf den Bundesstaat, was zu abgeschnittenen Bergdörfern und Toten führte.

## Politik
Administrativ gegliedert wird der Bundesstaat in 81 Municipios. Die Hauptstadt ist Chilpancingo. Bekannte Städte sind das Seebad Acapulco, einst der wichtigste Pazifikhafen des Landes, und die alte Silberstadt Taxco de Alarcón, deren koloniales Aussehen sie zu einem wichtigen touristischen Anziehungspunkt macht. Abgesehen vom Tourismus gibt es wenig bedeutende Wirtschaftszweige.
Der Bundesstaat ist in Mexiko auch für die vorherrschende Gewaltssituation und die große Armut, vor allem der ländlichen und indigenen Bevölkerung, bekannt.
Amnesty International, örtliche Menschenrechtsorganisationen wie das Menschenrechtszentrum Tlachinollan, sowie die UNO sprechen von Menschenrechtsverletzungen wie Straflosigkeit, Folter, unrechtmäßigen Verhaftungen, Verschwindenlassen und außergerichtlichen Tötungen in Guerrero.
Mehrere Guerillagruppen sind in Guerrero aktiv, darunter die EPR und ERPI.
Am 24. Juli 2016 wurde der Bürgermeister von Pungarabato ermordet. Er war von kriminellen Organisationen bedroht worden. Die Region gilt als Hochburg von Drogenkartellen.
Anfang Oktober 2024 wurde der Bürgermeister der Hauptstadt Chilpancingo, Alejandro Arcos Catalán, enthauptet aufgefunden. Cataláns Partei, die Partido Revolucionario Institucional (PRI), sprach in Folge von einer andauernden „Unregierbarkeit“ des Bundesstaates.